# Seborgia schieckei
Seborgia schieckei is een vlokreeftensoort uit de familie van de Seborgiidae. De wetenschappelijke naam van de soort is voor het eerst geldig gepubliceerd in 1985 door Ruffo.